# Heinrich Steimle

Heinrich Steimle

Heinrich Steimle, mit vollständigem Namen Heinrich Karl August Steimle (* 1846 in Schwäbisch Gmünd; † 10. Juni 1907) war ein württembergischer Major und Limesforscher.

## Wirken
Nach seiner Pensionierung als württembergischer Offizier im Jahre 1889 lebte er in Stuttgart und beteiligte er sich von 1891 bis 1892 an der Archäologischen Landesaufnahme, einem Projekt, das alle oberirdisch sichtbaren aber auch alle Bodendenkmäler des Landes erfassen sollte. Bei der Gründung der Reichs-Limeskommission wurde Steimle zum Streckenkommissar für die Strecke 12 am Obergermanisch-Raetischen Limes ernannt. In dieser Funktion untersuchte er eine Reihe von römischen Kastellen in Südwestdeutschland, die er für das große Werk Der obergermanisch-raetische Limes des Roemerreiches publizierte.
In seiner Heimatstadt Schwäbisch Gmünd erinnert der Heinrich-Steimle-Weg an ihn. Von 1886 bis 1888 hatte er hier zusammen mit General Eduard von Kallee das Kastell am Schirenhof ausgegraben. In Aalen ist die Steimlestraße beim Limesmuseum nach ihm benannt.

## Trivia
Bei der Grabung im Kastell Schirenhof erlaubten sich Angehörige der Schwäbisch Gmünder Garnison einen Scherz. Sie ließen ihn ein rostiges Schwert finden mit der Inschrift: „Julius Caesar, seinem Freund Major Steimle“. Steimle soll ihnen das noch sehr lange übel genommen haben.

## Publikationen
- Das Kastell Böckingen, 1898 in Der obergermanisch-raetische Limes des Römerreiches Abt. B Band 5
- Das Kastell Lorch, 1897 in Abt. B Band 6
- Das Kastell Schierenhof bei Schwäbisch Gmünd, 1897 Abt. B Band 6
- Kastell Unterböbingen, 1894, Abt. B Band 6
- Kastell Aalen, 1904, Abt. B Band 6
- Das Kastell Halheim, 1901, Abt. B Band 6